# Struthoscelis
Struthoscelis é um gênero de traça pertencente à família Oecophoridae.

## Espécies
- Struthoscelis acrobatica
- Struthoscelis semiotarsa